# 剪纸

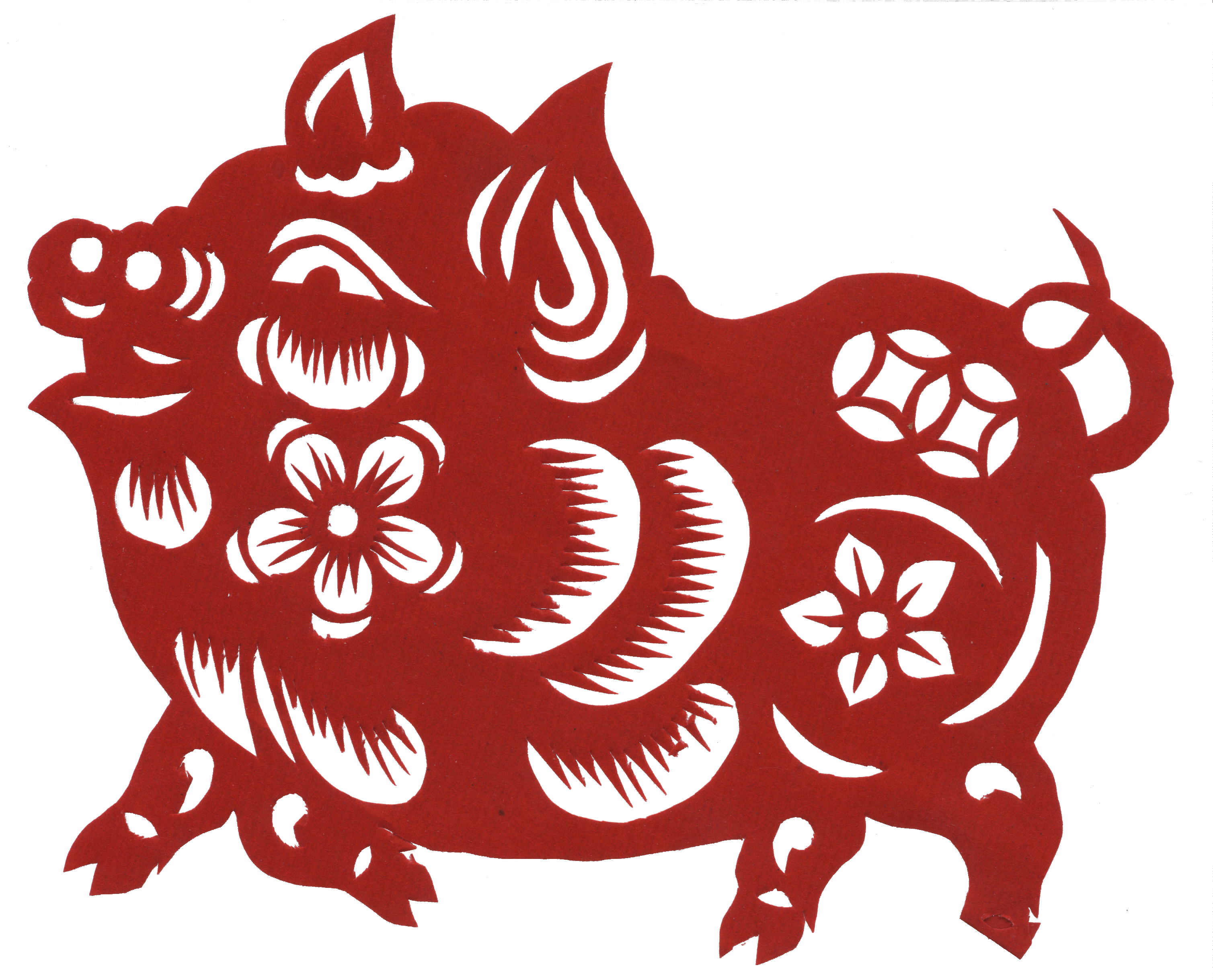
中國剪紙

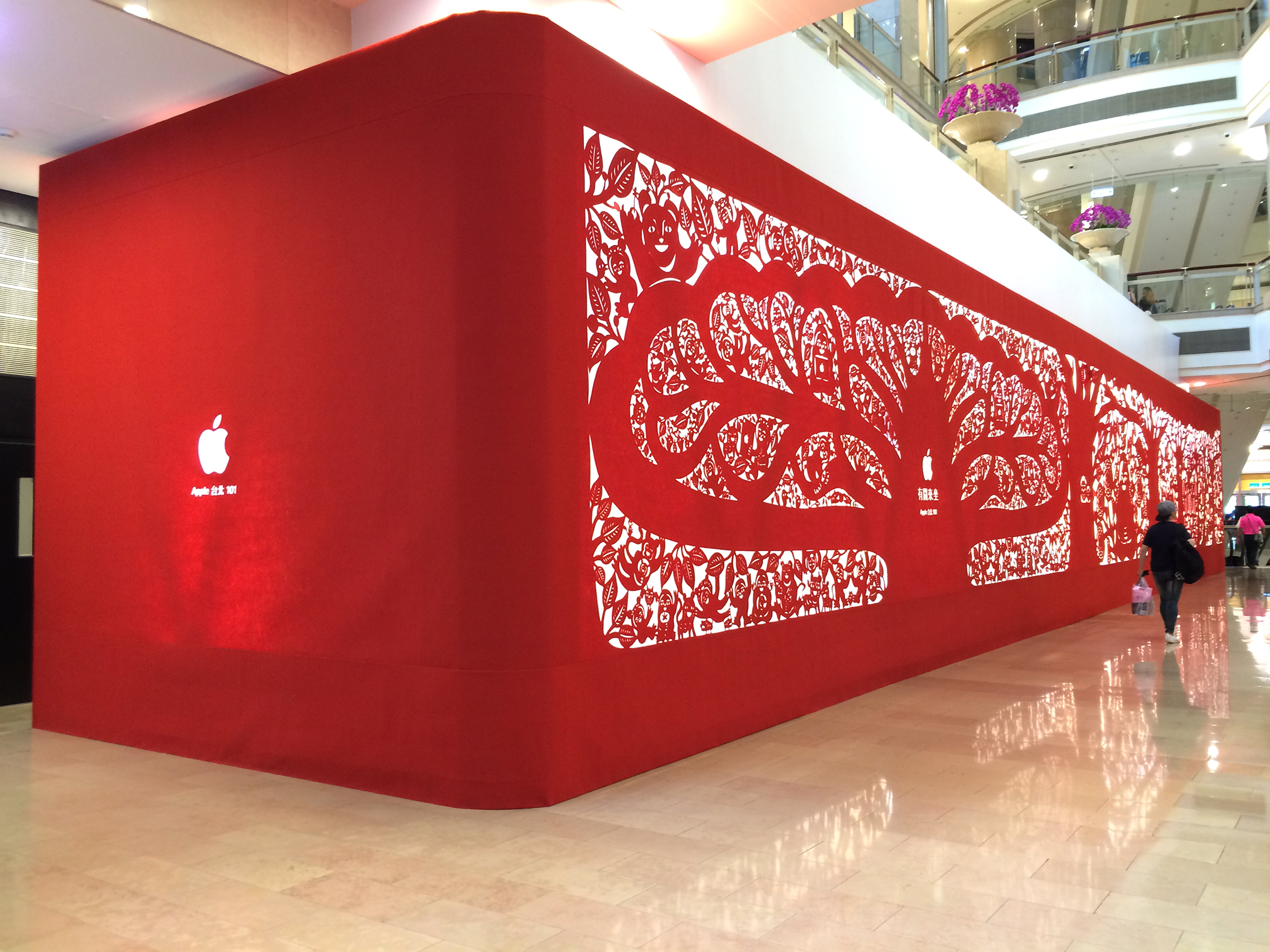
臺灣藝術家楊士毅為Apple 臺北101開幕前的施工外牆創作的大型剪紙裝置藝術

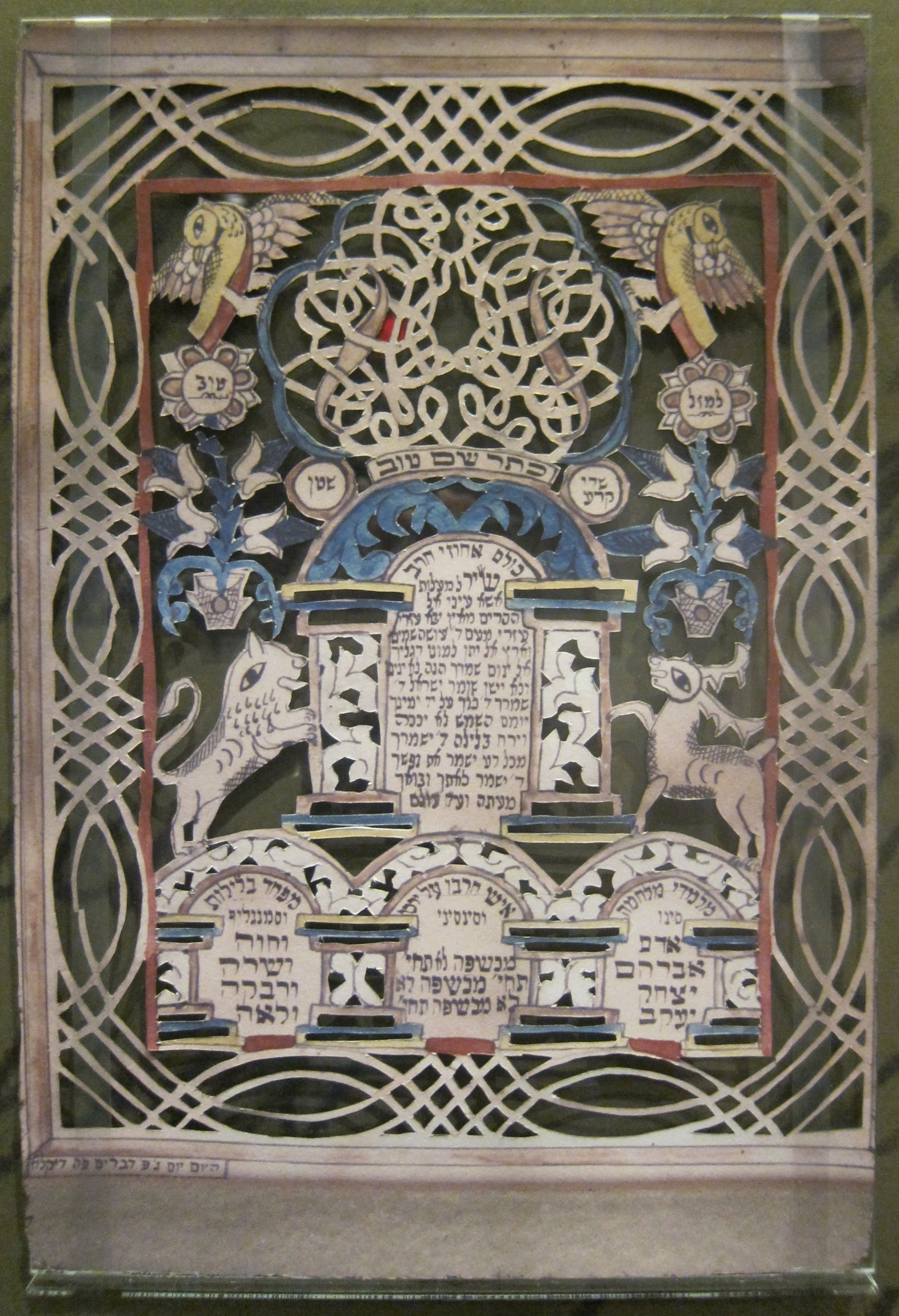
西洋剪紙

剪紙是一種紙張藝術，是以剪刀把紙剪成不同的圖案。除中國剪紙外，世界各地也有具有當地特色的剪紙藝術。

## 起源
現存最早的剪紙作品則在新疆吐魯番阿斯塔那古墓發現，為六世紀時期作品。剪紙藝術于唐代及宋代盛行，後於十六世紀傳入土耳其，并在十八及十九世紀傳入西亞。

## 種類

### 日本
日本剪紙藝術被稱為「切り絵」，民俗剪紙取材于各地風俗及傳說，如秋田县男鹿半岛流傳的《神怪行》，部份作品同時采用象征寓意，主要出現于寺院、神社等宗教場所，并在丰收庆典等活动用于裝飾。现代剪纸以神话、民间故事、传奇人物、自然景色、傳統文化等元素取材，如富士山、武士。
日本藝術家採用不同的方式創作剪紙作品，如套色、笔彩、喷绘等。

### 美國
美國剪紙起源于18世纪末，主要從風景、生活、節日等元素中取材。